# 柳生宗厳
柳生 宗厳（やぎゅう むねよし/むねとし/そうごん、宗嚴）は、戦国時代から江戸時代初期にかけての武将。新陰流の兵法家。百官名は但馬守。通称は新介、新左衛門。入道してからは石舟斎(せきしゅうさい)と号した。子に柳生厳勝（柳生利厳の父）、柳生宗矩、柳生宗章ほか。
大和の国人・柳生氏の当主。はじめ筒井順慶に仕え、後に松永久秀の家臣となって頭角を表すも松永氏が滅亡したこともあって武将としては不遇に終わる。一方で上泉信綱より伝授された新陰流の剣豪として名高く、徳川家康の師範に招かれ、息子宗矩を推挙したことで柳生家繁栄の切っ掛けを作った。宗厳本人は生涯自身の流派を新陰流と名乗ったが、柳生流（柳生新陰流）の流祖に位置づけられることもある。

## 生涯

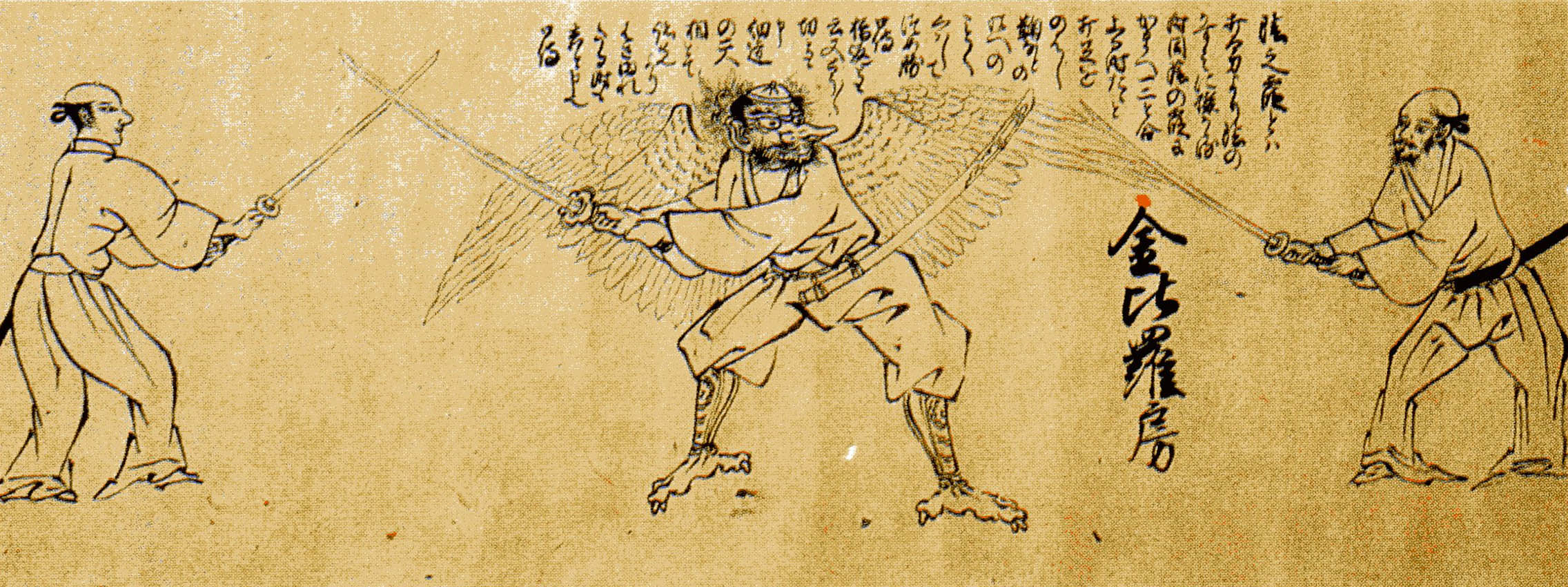
新陰流兵法目録事/宝山寺所蔵

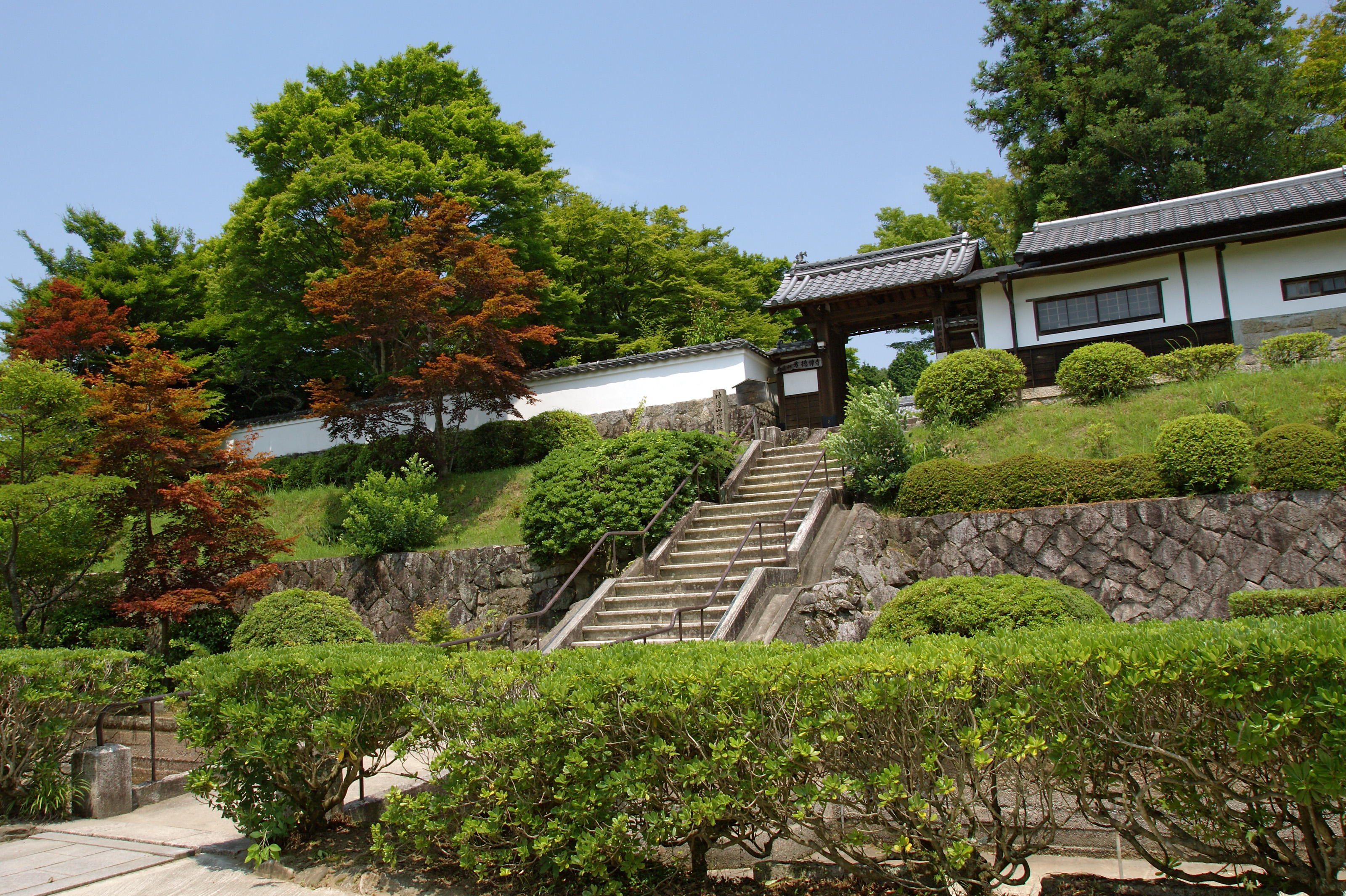
芳徳寺

### 出生から筒井氏臣従
大和国柳生庄（奈良市柳生町）を領する柳生家厳の嫡男として生まれる。生年について、柳生家累代の家譜『玉栄拾遺』で 大永7年（1527年）とある。一方で宗厳自身の記述として、慶長11年（1606年）2月に発行した目録で「生年七拾八歳」と記しており、そこから逆算すると享禄2年（1529年）となる。
当時の大和は争乱が続き、天文13年（1544年）宗厳15歳の時に、柳生家の本拠地である柳生城は筒井順昭の攻撃を受けた。同時代の日記『多聞院日記』によると、この時の筒井側は総勢一万にものぼったといい、3日に渡る攻撃の末に柳生城は落城した。
父・家厳は筒井氏に臣従して家名存続を図り、筒井氏から所領を安堵する書状を受けた。宗厳も筒井氏の家臣として戦い、順昭の跡を継いだ筒井順慶から家厳宛ての書状で「新次郎殿（宗厳）が吐山（奈良市）で行われた合戦で比類無き名誉を果たして負傷した」と賞されている。
筒井氏に仕える武将として活動する一方で若年時から剣術を好み、諸流派を学んだ。宗厳が修めた流派については、江戸柳生家の家譜『玉栄拾遺』で戸田一刀斎に 富田流を学んで奥義「獅子の洞入」を修めたとあるほか、尾張柳生三代・柳生厳延が書いた『柳生新陰流縁起』では神取新十郎に新当流を学んで五畿内外で名を知られていたとある。

### 三好政権下
永禄2年（1559年）宗厳30歳の時、当時幕府の実権を握り畿内の支配を進めていた三好長慶が、重臣・松永久秀に命じて大和へ侵攻する。宗厳は主君・筒井順慶より引き留め工作として、白土（奈良県大和郡山市）を与えられるが、同年8月に久秀が順慶を敗走させて大和を支配下においたのを機に、筒井氏に離反して久秀に与した。
永禄5年（1562年）3月、久秀が属する三好氏は畠山・根来連合軍との戦い（久米田の戦い）で大敗したことを切っ掛けに、京を放棄するなど劣勢に立たされる。このような状況下で宗厳は久秀の居城である多聞山城に加勢に入り、反三好氏の勢力に対抗した。久秀は宗厳の加勢を喜び、自らは鳥養（大阪府摂津市）に陣を敷いたことを告げ「よわもの（弱者）共」が敵に城を明け渡しても即座に討ち果たすので、安心して欲しいと強がっている。
三好氏の苦境は同年5月の教興寺の戦いに勝利するまで続くが、この間久秀からは宗厳が離反しないように軍事情勢を続けざまに伝えるなど励ましの書状を受けている。そうした中で宗厳は久秀の信用を得てその側近となり、取次ぎとして三好家中枢への使者も務めるようになっていった。
永禄6年（1563年）正月二十七日、久秀に従って多武峯を攻める。この戦いは久秀方の敗北で終わるが、宗厳は味方が敗走する中「鎗を働かれ数輩」の首級を挙げたとして久秀から「後口比類無き御働き」として感状を与えられている。
このとき宗厳は敵の箕輪与一に拳を射られて窮地に陥っているが、家臣の松田源次郎・鳥居相模某が与一を倒して危機を脱した。源次郎はこの戦いで討ち死にしたが、宗厳は生涯その恩を忘れず、源次郎の遺児（同源次郎）に剣術を教え、晩年に新陰流の印可を与えた際には父源次郎の武功を「比類なき働き」「討ち死にの段更に忘れ置かず候」と讃えている。
同年6月16日、久秀からの直状でかつて筒井氏に仕えていた際に得た白土の替地として秋篠分（奈良市）を与えられ、久秀との主従関係を強化される。同じ月に長慶の嫡男・三好義興が病に倒れると、宗厳は久秀から書状を託され、弱気を吐露し、義興の病状を隠蔽するよう意見する主君の考えを三好家重臣岩成友通に伝えた。このようにこの時期の宗厳は三好家次期当主の危篤という機密情報も任されており、久秀にとって最も気を許せる家臣として扱われていた様子がある。

### 新陰流入門
永禄6年（1563年）宗厳34歳の時、新陰流流祖として名高い兵法家・上泉信綱とその門弟の一行が上洛の途上で奈良に立ち寄ると、信綱を訪ねてその門弟となる。入門の経緯について、宗厳の曾孫・柳生利方が残した『新陰流兵法由来』によると、宗厳は信綱本人との試合を望んだものの、信綱は先に弟子の鈴木意伯と立ち合うようにいい、宗厳は「さらば」と何度か試合したが、自分より二寸短い竹刀を操る意伯に惨敗したという。ただし、この試合の内容には異説もあり、江戸時代中期に著された『武功雑記』では試合の相手を同じく信綱の弟子の疋田豊五郎としているほか、尾張藩の史料を編纂した『名古屋市史』や利方の子孫が書いた『正伝新陰流』のように、信綱が直々に相手を務めたとするものもある。
いずれにしろ信綱が編み出した新陰流に完敗した宗厳は、己の未熟さを悟って即座に弟子入りし、信綱を柳生庄に招いてその剣を学んだ。
翌永禄7年（1564年）、信綱は「無刀取り」の公案を宗厳に託して柳生庄を離れ、当初の目的だった京にのぼる。永禄8年4月に再び信綱が意伯と共に柳生庄を訪れると、宗厳は信綱に自ら工夫した無刀取りを披露して信綱より『一国一人印可』を授かり、さらに翌永禄9年（1565年）には三度柳生庄を訪れた信綱より『新影流目録』を与えられたという。

### 三好氏内紛
永禄7年（1564年）三好家当主・長慶が死去して若き三好義継が跡を継ぐと、宗厳が仕える松永久秀と三好家の重臣・三好三人衆等との間に対立が生じ、やがて三好家中を二分した争いになる。三人衆は当主・義継を擁立し、宗厳の前の主君である筒井順慶をはじめとする大和の国人の多くが三人衆と結ぶなど久秀は孤立するが、宗厳は久秀方に留まった。久秀は劣勢を強いられるが、永禄10年（1567年）に三好家当主・三好義継が三人衆への不満から出奔し、久秀に味方したことでかろうじて復活を遂げ、戦況は膠着する。
この状況を打開するため、久秀が前将軍足利義輝の弟・足利義昭と同盟を結び、義昭とその擁立者織田信長の上洛を図ると、宗厳も久秀に従って義昭上洛のために尽力する。同年8月21日には信長から書状により上洛の下準備に関する指示を受け、続く28日には信長の重臣佐久間信盛から、上洛が延引していることについて弁明の書状を受けている。
これらの書状で見られる通り、この頃の宗厳は外部の信長やその重臣からも認知される存在となり、直接書状を受け取っている。宗厳はこのほか久秀の主君である三好義継からも直接感状を得ており、この時期松永氏の弱体化によって相対的に存在感を増し、与力として半ば独立する立場となっていたという見方もある。
同年12月、上洛をひかえた信長から大和や山城南部の国人達に宛てて、松永久秀とその子・久通への協力を求める書状が送られる。この書状は同内容のものが複数現存するが、柳生家には宗厳に宛てられたものの他に、宛名が「興福寺在陣衆」となっているものも保管されている。このことから、この頃の宗厳は久秀の軍事的基盤の一人として、興福寺に陣取る軍勢を率いる立場にあったと見られる。

### 信長上洛後
永禄11年（1568年）宗厳39歳の時、足利義昭が織田信長を伴って上洛を果たすと、宗厳の主君・松永久秀は織田軍と協力して大和の平定を進めた。その年の10月、宗厳は高畠（奈良市高畠町）で落馬し重傷を負った。
久秀は主家・三好義継と共に義昭の幕府を構成する一員となって尽力するが、やがて長年敵対していた筒井順慶と義昭が結んだこと等により、幕府を離脱して義昭と敵対した。元亀2年（1571年）8月4日、久秀の指揮の下で宗厳は義昭方の筒井順慶が守る辰市城を攻める。この戦いで久秀方は「大和国始まって以来」（『多門院日記』）と言われるほどの大敗を喫し、久秀の一族や多くの重臣が討ち死にした。『多聞院日記』によると、この戦いで負傷した者の中に宗厳の息子（「柳生息」）もおり、戦場で銃傷を受けて廃人となったと伝わる長男・厳勝は、この戦で障害を負い生涯柳生庄に逼塞することになったと見る向きも強い。
同年10月、久秀が山城南部を攻めて奈良を留守にすると、宗厳は久秀の子・久通の命を受けて、義昭への調略の一環として東国へ使僧を遣わし、伊賀衆への調略や大阪本願寺と伊勢長島一向一揆との交渉にあたった。この年、後に家督を継承する末子柳生宗矩が誕生した。

### 久秀滅亡
元亀3年（1572年）4月、宗厳の主君・松永久秀と三好義継は織田信長との対決姿勢を明確にする。信長に反抗する勢力には将軍・足利義昭等も加わり（信長包囲網）一時は信長を圧倒するも、やがて劣勢となって元亀4年（1573年）11月に義継は居城を攻められて自害し、久秀は降伏して信長に臣従した。
久秀が信長に屈して以降の宗厳の動向ははっきりせず、柳生村史『柳生の里』は足利義昭の放逐による幕府崩壊を機に、天正元年以降は一切の係累を断って柳生谷に身を隠したとし、柳生厳長も『正伝新陰流』で同意する。一方で歴史学者の高柳光寿は 本願寺の下妻頼興から宗厳に送られた伊勢の長島（長島一向一揆）との取次ぎを依頼する書状を天正2年（1574年）のものと推定し、依然として久秀の配下にあって信長と対立する本願寺と通じていたとする。その他、織田家の宿将・柴田勝家から送られた柳生但馬守宛ての書状では、宗厳が多聞山城において嫡男・柳生厳勝と共に勝家と面会したことが記されているが、高柳はこれを天正3年（1575年）頃のものと推定している。
天正4年（1576年）宗厳47歳の時、信長が大和の守護を久秀の仇敵・筒井順慶に任じると、翌天正5年（1577年）、久秀は信貴山城に籠城して再び信長に反抗し、同年10月信長の嫡男織田信忠を総大将とする軍勢に包囲され自害した。久秀が滅ぶと、大和一円は筒井氏の支配のもとにおかれた。江戸時代中期に成立した『玉栄拾遺』など宗厳の長男・厳勝が筒井順慶に仕えていたとする文書もあるものの、柳生家が保管する書状の中にこの時期に筒井順慶から宛てられたものは無く、歴史学者の天野忠幸は筒井家に臣従していた様子はないとする。
同時期、宗厳は元関白・近衛前久へ「表裏疎意無く奉公する」ことを希望して誓紙を提出したことが前久の書状で明らかになっている。前久は正月22日付の上野民部大輔に宛てた書状で、この宗厳の申し出について「感悦の至り」と感想を記しているが、前久は信長が死去した天正10年（1582年）以降畿内を離れていた期間があり、臣従がいつ頃まで続いたかは定かではない。
またこの頃より兵法家として活動した形跡が史料の上でも確認できるようになり、天正7年（1579年）に三好左衛門尉宛てに印可状を発行したのをはじめとして、複数の目録、印可状を残している。

### 豊臣政権下での没落
天正13年 （1585年）宗厳56歳の時、天下を統一した豊臣秀吉の命で大和の支配者が筒井氏から秀吉の実弟 豊臣秀長に代わり、大和の武士は伊賀に移るか帰農を迫られる。江戸中期に成立した『柳生雑記』では、秀長の統治下において「柳生の庄隠田の科に処せられて、累代の所領没収」されたとあり、柳生家が困窮した要因となったとされる。この件について太閤検地に伴う荘園制の崩壊で、柳生家が代々保持していた荘官としての権益を失ったことを示唆しているとする意見もあるが、詳細は明らかではない。
この危機的状況の中、天正13年の11月9日に宗厳は、近江愛智群百石を与える内容の差出人不明の知行文目録を授かっている。当時近江周辺は秀吉・秀長の甥の関白・豊臣秀次が領有していたことから、『玉栄拾遺』の編者はこの頃の宗厳は秀次に仕えていたのではないかと推測する。
その後の宗厳の領主としての活動は判然とせず、文禄2年（1593年）64歳で剃髪・入道して石舟斎と名乗ってからは兵法家としての活動に注力していく。同年9月には自身の兵法観を百九首の和歌として『兵法百首』にまとめ、その冒頭で「世を渡るわざのなきゆへ兵法を　隠れ家とのみたのむ身ぞ憂き」として、自らの境遇を自嘲的に歌っている。

### 家康入門
文禄3年（1594年）5月、豊前国の大名・黒田長政の取成しで京都鷹が峰、御小屋で豊臣政権の重鎮五大老・徳川家康に招かれ、家康本人を相手に無刀取りの術技を示す。家康はその場で宗厳に入門の誓詞を提出し、二百石の俸禄を給した。この時宗厳は自らの側で出仕するよう家康から求められたともいうが、固辞して同行していた五男の柳生宗矩を推挙したと『柳生家史話』では伝えている。
この頃宗厳は、家康と同じ五大老の毛利輝元に対しても、兵法を継続的に教授しており、文禄4年（1595年）からの数年間で複数の伝書を授与している。兵法を通じて徳川と毛利両家からの援助を得ても、依然として柳生家は困窮しており、文禄4年7月には旅先から妻に宛てて、もし自分が死ぬことがあれば茶道具を売り払って葬儀の費用に当てるよう、遺言を残している。この中で宗厳は遺産について妻女の取り分の残りを宗矩に与えるよう指示しており、この時点で宗矩を跡継ぎと見なしている様子がある。
慶長3年（1598年）8月に豊臣秀吉が没すると、家康と輝元は豊臣政権の主導権をめぐって徐々に対立するが、家康に宗矩を仕えさせつつ自らは輝元にも兵法を指南する状況はしばらく続いた。慶長4年（1599年）3月、輝元に対し皆伝印可として起誓文を与える。この中で宗厳は、これまでの数年間に渡る輝元からの「扶助」について礼を述べ「兵法之極意傳を少しも残らず相伝したこと」を記すと共に、「兵法」だけに限らず「表裏別心のない」ことを自ら誓っており、関ヶ原の戦い前年のこの時点での宗厳はむしろ毛利寄りという意見もある。

### 関ヶ原の戦い
慶長5年（1600年）7月、徳川家康が上杉景勝討伐のため会津に出兵すると、その途上で石田三成等の反徳川勢力が挙兵し、総大将として毛利輝元が大坂城に入った。徳川方で従軍していた宗厳の子・宗矩は、家康から宗厳宛の書状を託されて故郷に戻り、筒井順斎と協力して大和の豪族を集めて石田方を牽制するようにとの主君の命を父に伝えた。宗厳は宗矩に協力して家康の命を果たしたと見られ、同年9月13日には宗矩が家康に無事工作を終えたことを報告している（『徳川実紀』）。
宗矩は続く関ヶ原の戦いの本戦に家康の本陣で参戦し、徳川方が勝利するとこれらの功績を認められて、没収されていた柳生庄の本領二千石を与えられた。徳川家に与した柳生家は輝元に敵対する形となったが、これ以降も宗厳の高弟・柳生（大野）松右衛門が毛利家に仕え、宗矩が輝元の子・秀就に伝書を与えるなど関係は続いた。

### 晩年
慶長8年（1603年）、熊本藩主・加藤清正の要請に応えて、長子・厳勝の子の柳生利厳を加藤家に仕官させる。宗厳は旅立つ利厳に『新陰流兵法目録事』を与えると共に、利厳の気性を案じ、利厳が死罪に相当する罪を犯しても3度までは許すように清正に願い出たという。しかし利厳は、出仕後1年足らずで同僚と争った末にこれを斬り、加藤家を致仕して廻国修行の旅に出た。
翌年の慶長9年（1604年）、旅先の利厳に皆伝印可状を送り、利厳が柳生庄に帰還した際には、自筆の目録『没慈味手段口伝書』に大太刀一振りと上泉信綱から与えられた印可状・目録の一切を併せて授与した。
慶長11年（1606年）2月、戦傷で身体に障害があったともされる長子・厳勝に『没慈味手段口伝書』と皆伝印可を授けた。続いて宗厳は徳川家に仕えていた末子・宗矩も江戸から呼び寄せ、皆伝印可を与えたともいうがこの印可状は現存しない。その年の4月19日、柳生にて死去。80歳。法名は「芳徳院殿故但州刺史荘雲宗厳居士」。中宮寺（現・奈良市）に葬られる。後に宗矩が柳生家の菩提寺として芳徳寺を開基したため、芳徳寺に墓所がある。

### 没後
宗厳の死後、家督は徳川将軍家に仕えた宗矩が継いだ。宗矩は二代将軍・秀忠および三代将軍家光に新陰流を伝授し、その門弟も諸藩に採用されて柳生家の流れをくむ新陰流は「天下兵法の大家」と称されるほどの隆盛を誇った。宗矩は幕政にも関与して加増を重ね、ついには大名家に列した。明治維新の後、廃藩置県を機に宗矩の子孫は家伝の新陰流の伝承を廃止したが、長子・厳勝の子で御三家尾張徳川家に仕えた利厳の子孫が普及と伝承を続け、現代にいたるまで連綿と新陰流を伝えている。

## 人物・逸話
- 医師の曲直瀬道三と親交があり、道三が宗厳と梅窓の両人を相手に健康管理のあり方を問答形式で語った『養生物語』がある[69]。
- 松永久秀の家中ではフロイスから「偉大な剣術家」とも評された結城忠正と親交があり、柳生家に伝わる「左太刀」という構えは忠正から伝えられたもので、上泉の教えにはなかったという（『柳生連也自筆相伝書』）[28]。

## 宗厳の門下
印可状・目録・入門の誓紙が現存する門下
当主自身が門下に入門している家、及び当主
- 徳川将軍家 ： 徳川家康（文禄3年入門）
- 長州藩毛利家 ： 毛利輝元（慶長4年印可）
- 浅尾藩蒔田家： 蒔田権佐（慶長7年印可）

大名家に仕えた門弟
- 徳川将軍家 ： 三好新右衛門尉（文禄4年印可）、金春七郎（慶長11年印可）…金春流63世宗家
- 熊本藩加藤家→尾張藩尾張家：柳生利厳（慶長9年印可）

その他の門下
- 三好左衛門尉（天正9年印可）
- 松田源次郎（慶長9年印可）…柳生家家臣
- 柳生厳勝（慶長11年印可）

印可状・目録が現存していない門下
大名家に仕えた門弟
- 徳川将軍家 ： 柳生宗矩（柳生藩初代藩主）
- 岡山藩小早川家→ 米子藩中村家 ： 柳生宗章
- 紀州藩紀州家： 村田与三
- 長州藩毛利家→ 黒田家福岡藩： 柳生（大野）松衛門…有地新影流流祖
- 土佐藩山内家 ： 小栗正信…小栗流流祖

その他の門下
- 柳生新次郎厳秀
- 村上清右衛門…戸田三太刀流開祖
- 福野七郎右衛門正勝…良移心当流流祖
- 伊岐遠江守直利…伊岐流槍術流祖
- 伊藤善斎…香取流流祖
- 佐々木茂左衛門
- 大石佐左衛門正縄
- 高野善右衛門重綱